# 羅特格拉本河 (施瓦本雷扎特河支流)
49°07′54″N 11°00′51″E / 49.131661°N 11.014223°E
羅特格拉本河（德語：Roter Graben），是德國的河流，位於該國東南部，由巴伐利亞負責管轄，屬於施瓦本雷扎特河的支流，河道全長3.4公里，河口處在普萊恩費爾德東北面。